# 类人猿行动 (电影)
《类人猿行动》（英語：Anthropoid）是2016年由西恩·埃利斯执导，希里安·墨菲、杰米·多南、夏洛特·勒邦、安娜·盖斯勒罗娃、哈里·劳埃德和托比·琼斯主演的战争电影。埃利斯和安东尼·弗里温担任编剧。影片讲述了历史上类人猿行动的真实故事。

## 剧情
1941年12月，斯洛伐克士兵约瑟夫·盖布奇克、捷克士兵扬·库比什空降布拉格，执行暗杀莱因哈德·海德里希的秘密任务。他们找到了特工组织头目“叔叔”扬·泽伦卡-哈伊斯基，他强烈反对两位特工的计划。在两名年轻女性玛丽·科瓦尼科娃和连卡·法夫科娃以及其他密谋者的帮助下，特工计划在海德里希开车抵达他的总部时伏击他。1942年5月27日，约瑟夫的枪卡壳，暗杀未遂，但海德里希仍被重伤，后来死在医院。纳粹为了报复，血洗布拉格，连卡在逃跑途中被杀。一位软弱的抵抗组织成员叛变，暴露了所有的特工。几百名德国士兵围攻特工们藏身的大教堂，激烈的战斗过后，所有特工全部牺牲。

## 制作
全片是在2015年夏天在布拉格拍摄的，并且尽可能是在历史事件的实际发生地点拍摄。导演埃利斯在接受采访时表示，圣大教堂的场景是在片场的教堂精确复制品中拍摄的，以使捷克观众能够认出该地点。盖世太保和捷克当时的报道使埃利斯能够极其准确地再现电影的最后一幕（暗杀和教堂围攻），并且必须进行周密的计划才能让暗杀本身实时完成，每个抵抗成员的动作都经过研究、计划以反映真实事件。在首映和随后的预映中，观众注意到电影中出现了真实的街景。